# Польовий Володимир Олександрович
Володи́мир Олекса́ндрович Польови́й (нар. 28 липня 1985, Запоріжжя) — український футболіст, захисник. Викликався до національної збірної України.

## Клубна кар'єра
Вихованець запорізького футболу, навчався у місцевій СДЮШОР «Металург». У 9 класі переїхав до Києва та продовжив навчання а академії Павла Яковенка. У ДЮФЛ грав за ФК «Обухів». Уклав контракт з київським «Динамо», однак у динамівській формі відіграв лише дві офіційні зустрічі у складі третьої команди. Натомість здобував досвід дорослого футболу у складі команди «Борисфен-2» з Борисполя.

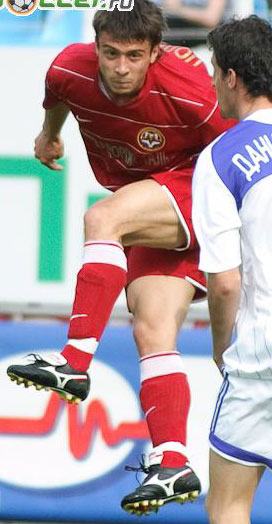
Володимир Польовий у грі за «Металург» (Запоріжжя). 9 травня 2010 року.

2002 року повернувся до Запоріжжя, де продовжив виступи спочатку за другу команду, а з 2004 року — у складі основної команди запорізького «Металурга». Дебютував у матчах Прем'єр-ліги чемпіонату України 14 березня 2004 року у грі проти дніпропетровського «Дніпра» (нічия 0:0). Поступово став ключовим гравцем захисту запорізького клубу.
6 січня 2011 року підписав контракт з київським «Арсеналом», де виступав протягом двох з половиною сезонів, поки «каноніри» не знялися з чемпіонату.
16 січня 2013 року разом з одноклубником з «Арсеналу» Юрієм Паньківим уклав угоду з донецьким «Металургом».
Улітку 2014 року підписав трирічний контракт з дніпропетровським «Дніпром». В осінній частині чемпіонату України Польовий провів за «Дніпро» одну гру. Ще один матч він провів у кваліфікації Ліги чемпіонів проти данського «Копенгагена», через що на початку 2015 року перейшов на правах оренди у «Волинь», за яку виступав до кінця сезону 2015/16, після чого повернувся в «Дніпро».
Влітку 2017 року разом з багатьма гравцями та персоналом «Дніпра» перейшов до новоствореного клубу «Дніпро-1», що заявився до Другої ліги. З командою за два роки вийшов до вищого дивізіону, де у сезоні 2019/20 досвідчений захисник зіграв за дніпрян 18 матчів в УПЛ (1 гол, 1 асист). Цікавим став той факт, що в заключному турі Володимир Польовий провів ювілейний 300-й матч в Прем’єр-лізі і став 32-м футболістом в історії чемпіонатів України, якому підкорився цей рубіж.
У вересні 2020 року Польовий повернувся до рідного міста і став гравцем друголігового «Металурга».

## Виступи за збірні
Протягом 2000—2002 залучався до складу юніорських збірних команд України U-16 та U-17, в офіційних іграх за які провів загалом 5 матчів.
21 квітня 2010 року головний тренер національної збірної України Мирон Маркевич назвав Польового серед 24 гравців для участі у першому зборі команди перед товариськими зустрічами у травні 2010 року. А 25 травня 2010 року гравець дебютував у складі національної збірної, вийшовши на заміну у товариській зустрічі проти команди Литви.

## Статистика виступів
Станом на кінець сезону 2013/14
| Сезон     | Клуб                     | Ліга         | Чемпіонат | Чемпіонат | Кубок | Кубок | Єврокубки | Єврокубки |
| Сезон     | Клуб                     | Ліга         | Ігри      | Голи      | Ігри  | Голи  | Ігри      | Голи      |
| --------- | ------------------------ | ------------ | --------- | --------- | ----- | ----- | --------- | --------- |
| 2001—2002 | «Борисфен-2» (Бориспіль) | Друга ліга   | 11        | 0         | 0     | 0     | 0         | 0         |
| 2001—2002 | «Динамо-3» (Київ)        | Друга ліга   | 9         | 0         | 0     | 0     | 0         | 0         |
| 2002—2003 | «Металург-2» (Запоріжжя) | Друга ліга   | 28        | 1         | 0     | 0     | 0         | 0         |
| 2003—2004 | «Металург-2» (Запоріжжя) | Друга ліга   | 13        | 0         | 0     | 0     | 0         | 0         |
| 2003—2004 | «Металург» (Запоріжжя)   | Вища ліга    | 13        | 0         | 0     | 0     | 0         | 0         |
| 2004—2005 | «Металург» (Запоріжжя)   | Вища ліга    | 7         | 0         | 1     | 0     | 0         | 0         |
| 2005—2006 | «Металург» (Запоріжжя)   | Вища ліга    | 12        | 0         | 4     | 1     | 0         | 0         |
| 2006—2007 | «Металург» (Запоріжжя)   | Вища ліга    | 28        | 1         | 0     | 0     | 4         | 0         |
| 2007—2008 | «Металург» (Запоріжжя)   | Вища ліга    | 28        | 0         | 1     | 0     | 0         | 0         |
| 2008—2009 | «Металург» (Запоріжжя)   | Прем'єр-ліга | 28        | 0         | 1     | 0     | 0         | 0         |
| 2009—2010 | «Металург» (Запоріжжя)   | Прем'єр-ліга | 26        | 1         | 1     | 1     | 0         | 0         |
| 2010—2011 | «Металург» (Запоріжжя)   | Прем'єр-ліга | 16        | 0         | 3     | 0     | 0         | 0         |
| 2010—2011 | «Арсенал» (Київ)         | Прем'єр-ліга | 10        | 0         | 1     | 0     | 0         | 0         |
| 2011—2012 | «Арсенал» (Київ)         | Прем'єр-ліга | 29        | 0         | 2     | 0     | 0         | 0         |
| 2012—2013 | «Арсенал» (Київ)         | Прем'єр-ліга | 16        | 0         | 2     | 0     | 2         | 0         |
| 2012—2013 | «Металург» (Донецьк)     | Прем'єр-ліга | 11        | 2         | 0     | 0     | 0         | 0         |
| 2013—2014 | «Металург» (Донецьк)     | Прем'єр-ліга | 10        | 0         | 0     | 0     | 2         | 0         |